# Флетчер, Эшли
Э́шли Майкл Фле́тчер (англ. Ashley Michael Fletcher; 2 октября 1995) — английский футболист, нападающий клуба «Шеффилд Уэнсдей».

## Ранние годы
Флетчер родился в Китли, Уэст-Йоркшир. Окончил школу им. Джеймса Слейда в Болтоне. Играл за школьные команды по футболу, баскетболу, крикету и лёгкой атлетике. В возрасте 9 лет начал тренироваться в футбольной академии «Болтон Уондерерс», а в 13 лет перешёл в академию «Манчестер Юнайтед».

## Клубная карьера

### «Манчестер Юнайтед»
Флетчер выступал за молодёжные составы «Манчестер Юнайтед» с 2009 по 2016 год. В январе 2016 года отправился в аренду в клуб «Барнсли». 9 января отметился голом с своём дебютном матче за «Барнсли» против «Флитвуд Таун».
3 апреля 2016 года забил гол в финале Трофея Футбольной лиги и помог «Барнсли» выиграть этот турнир. 29 мая 2016 года Эшли забил в финале плей-офф Первой Футбольной лиги против «Миллуолла». «Барнсли» выиграл этот финал и вернулся в Чемпионшип. В общей сложности Флетчер забил за «Барнсли» 9 мячей в 27 матчах.

### «Вест Хэм»
После возвращения Флетчера из аренды «Манчестер Юнайтед» предложил ему новый контракт, однако Эшли отказался его подписывать. В июле 2016 года Флетчер подписал четырёхлетний контракт с клубом «Вест Хэм Юнайтед».
Дебютировал в составе «молотобойцев» 18 августа 2016 года в матче третьего квалификационного раунда Лиги Европы против «Домжале», выйдя на замену Энди Кэрроллу. 21 августа дебютировал в Премьер-лиге, выйдя на замену Ховарду Нортвейту в матче против «Борнмута». 28 августа Флетчер впервые вышел в стартовом составе «молотобойцев» в матче Премьер-лиги против «Манчестер Сити».

### «Мидлсбро»
28 июля 2017 года Флетчер подписал четырёхлетний контракт с клубом «Мидлсбро», представляющим Чемпионшип. Сумма сделки составила £ 6,5 млн. Дебютировал 5 августа в матче 1-го тура против «Вулверхэмптон Уондерерс» (0:1).
22 августа забил первый гол за «Мидлсбро» в матче Кубка Лиги против «Сканторп Юнайтед» (3:0).
31 января 2018 года на правах аренды до конца сезона перешёл в «Сандерленд». Дебютировал 3 февраля в домашнем матче против «Ипсвич Таун» (0:2). 30 марта забил первый гол за «Сандерленд» в победном матче против «Дерби Каунти» (4:1).
Сезон 2018/19 вновь провёл в составе «Мидлсбро».

### «Уотфорд»
6 июня 2021 года Флетчер подписал контракт с «Уотфордом», игрок перешёл в клуб как свободный агент 1 июля.
28 февраля 2022 года был взят в аренду клубом MLS «Нью-Йорк Ред Буллз» на шесть месяцев с опцией выкупа. В американской лиге дебютировал 20 марта в матче против «Коламбус Крю», выйдя на замену в компенсированное время второго тайма вместо Фрэнки Амайи. 11 июля, по истечении срока аренды в «Нью-Йорк Ред Буллз», вернулся в «Уотфорд».
12 августа 2022 года отправился в аренду в «Уиган Атлетик» на сезон.

## Карьера в сборной
11 ноября 2015 года Флетчер дебютировал в составе сборной Англии до 20 лет, выйдя на замену Сэму Галлахеру на 75-й минуте, а уже на 85-й минуте забил гол.

## Достижения
«Барнсли»
- Обладатель Трофея Футбольной лиги: 2015/16[5]
- Победитель плей-офф Лиги 1: 2015/16[6]

## Статистика выступлений
| Клуб              | Сезон            | Лига             | Лига | Лига | Кубок Англии | Кубок Англии | Кубок лиги | Кубок лиги | Прочие | Прочие | Итого | Итого |
| Клуб              | Сезон            | Дивизион         | Игры | Голы | Игры         | Голы         | Игры       | Голы       | Игры   | Голы   | Игры  | Голы  |
| ----------------- | ---------------- | ---------------- | ---- | ---- | ------------ | ------------ | ---------- | ---------- | ------ | ------ | ----- | ----- |
| Манчестер Юнайтед | 2015/16          | Премьер-лига     | 0    | 0    | 0            | 0            | 0          | 0          | 0      | 0      | 0     | 0     |
| Барнсли           | 2015/16          | Первая лига      | 20   | 4    | 0            | 0            | 0          | 0          | 7      | 4      | 27    | 8     |
| Вест Хэм Юнайтед  | 2016/17          | Премьер-лига     | 2    | 0    | 0            | 0            | 0          | 0          | 2      | 0      | 4     | 0     |
| Итого за карьеру  | Итого за карьеру | Итого за карьеру | 22   | 4    | 0            | 0            | 0          | 0          | 9      | 4      | 31    | 8     |